# منتخب روسيا البيضاء لكرة الصالات
منتخب روسيا البيضاء الوطني لكرة قدم الصالات (بالروسية: Сборная Белоруссии по мини-футболу)‏ هو ممثل روسيا البيضاء الرسمي في المنافسات الدولية في كرة الصالات .